# Balaenotus
Genre
Balaenotus est un genre éteint de cétacés dont les espèces ont vécu pendant le Cénozoïque, lors du Quaternaire et du Néogène.

## Systématique
Le genre Balaenotus a été créé en 1872 par le zoologiste belge Pierre-Joseph Van Beneden (1809-1894) avec pour espèce type Balaenotus insignis,.

## Présentation
Ses restes fossiles ont été mis au jour en Belgique puis en Europe et aux États-Unis.

## Liste d'espèces
Selon Paleobiology Database (18 avril 2021) :
- †Balaenotus insignis Van Beneden, 1872
- †Balaenotus lawleyi Capellini, 1876
- †Balaenotus orcianensis Pilleri, 1987

## Publication originale
- P.-J. van Beneden, « Les Baleines fossiles d'Anvers », Bulletins de l'Académie royale des sciences, des lettres et des beaux-arts de Belgique., Bruxelles, vol. 34,‎ 1872, p. 6-23 (ISSN 0770-7509, OCLC 1589466 et 472187722, lire en ligne).